# Сен-Никола-ла-Шапель (Об)
Сен-Никола́-ла-Шапе́ль (фр. Saint-Nicolas-la-Chapelle) — коммуна во Франции, находится в регионе Шампань — Арденны. Департамент — Об. Входит в состав кантона Ножан-сюр-Сен. Округ коммуны — Ножан-сюр-Сен.
Код INSEE коммуны — 10355.
Коммуна расположена приблизительно в 90 км к юго-востоку от Парижа, в 85 км юго-западнее Шалон-ан-Шампани, в 55 км к северо-западу от Труа.

## Население
Население коммуны на 2008 год составляло 77 человек.
| 1962 | 1968 | 1975 | 1982 | 1990 | 1999 | 2008 |
| ---- | ---- | ---- | ---- | ---- | ---- | ---- |
| 52   | 70   | 68   | 70   | 61   | 79   | 77   |

## Экономика

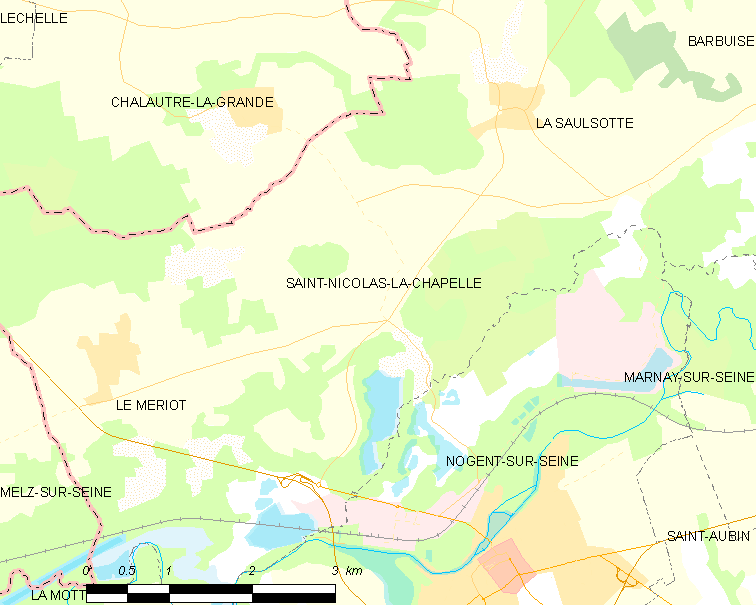
Карта коммуны

В 2007 году среди 57 человек в трудоспособном возрасте (15—64 лет) 49 были экономически активными, 8 — неактивными (показатель активности — 86,0 %, в 1999 году было 75,5 %). Из 49 активных работали 49 человек (25 мужчин и 24 женщины), безработных не было. Среди 8 неактивных 2 человека были учениками или студентами, 5 — пенсионерами, 1 был неактивным по другим причинам.

## Достопримечательности
- Церковь XII века. Памятник истории с 1926 года[3]
- Дольмен Павуа. Памятник истории с 1993 года[4]